# Cronotecnica
La cronotecnica è l'insieme delle tecniche di rilevazione e stima dei processi industriali, mediante cronometri, cronografi o cineprese, con l'intento di migliorare e organizzare le varie fasi di produzione, oltre a servire per il controllo dei costi del personale in una azienda.
Gli studi dell'imprenditore Frederick Taylor hanno contribuito a sviluppare le disciplina per lo studio dei "tempi e metodi", basata sull'applicazione cronitecnica.
La cronotecnica è usata anche per la saldatura, sul cui tema è stato pubblicato il libro Cronotecnica applicata alla saldatura, uscito nel 1971 per "Libreria Dante".
In Italia questa tecnica fu adottata dall'azienda Borletti negli anni 1956-1957, però già dall'anno 1930 in Svizzera si incominciava a prevenire i tempi di lavorazione per mezzo della cronotecnica.